# Romanel-sur-Morges
Pronunciação
Romanel-sur-Morges é um município da província de Vaud, distrito de Morges, na Suíça.
Nessa localidade fica a sede da Logitech, um importante produtor de periféricos para informática tais como (mas não se limitando a) teclados, ratos e colunas de computador.